# Aloe brachystachys
Aloe brachystachys är en grästrädsväxtart som beskrevs av John Gilbert Baker. Aloe brachystachys ingår i släktet Aloe och familjen grästrädsväxter. IUCN kategoriserar arten globalt som sårbar.
Artens utbredningsområde är Tanzania. Inga underarter finns listade i Catalogue of Life.

## Bildgalleri

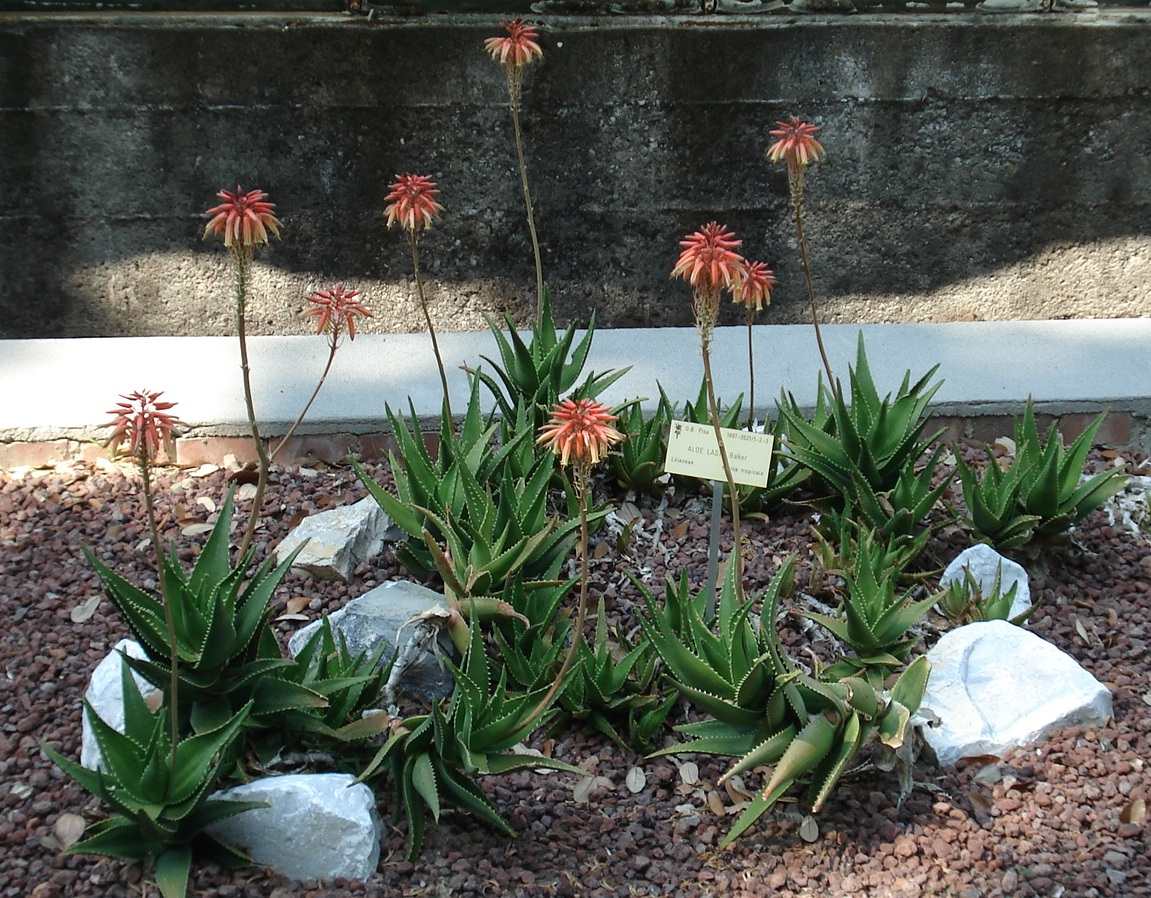
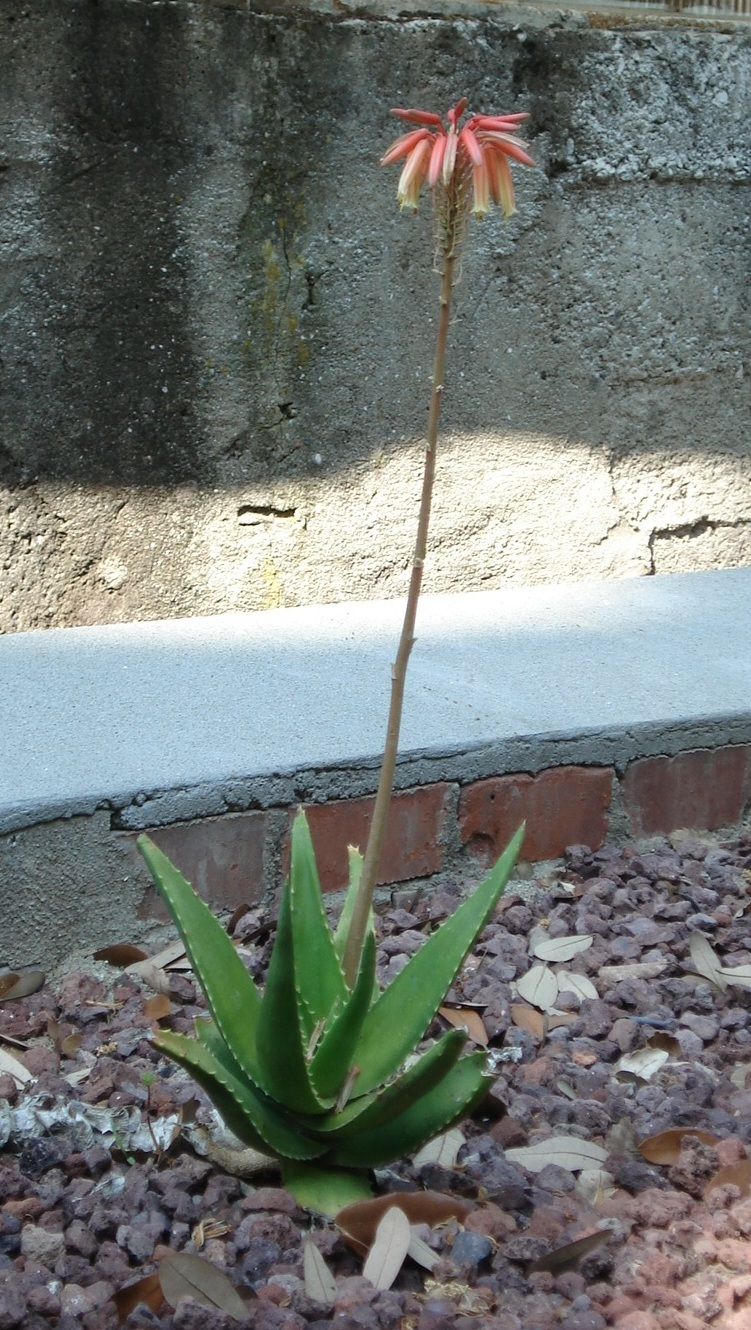
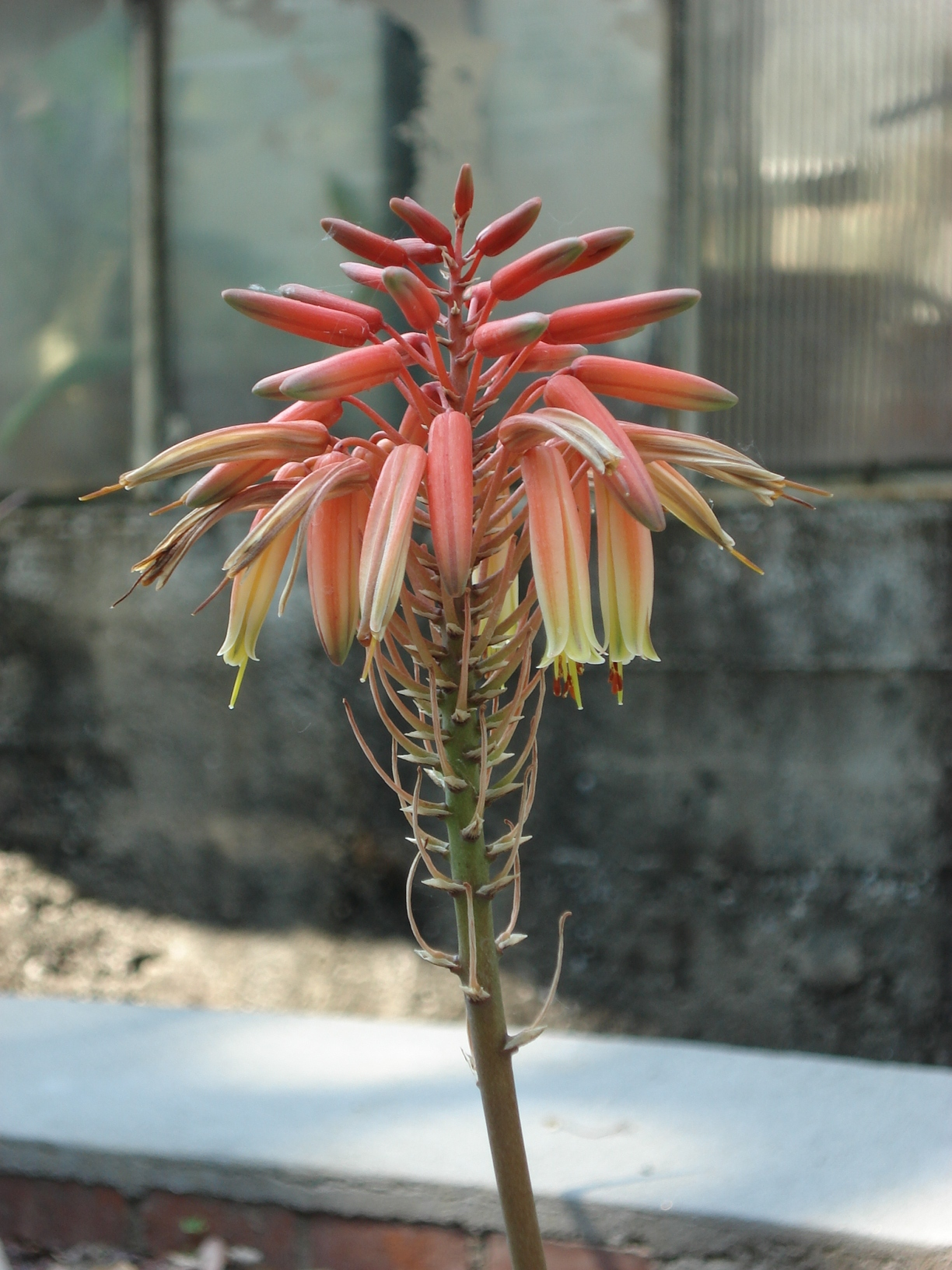
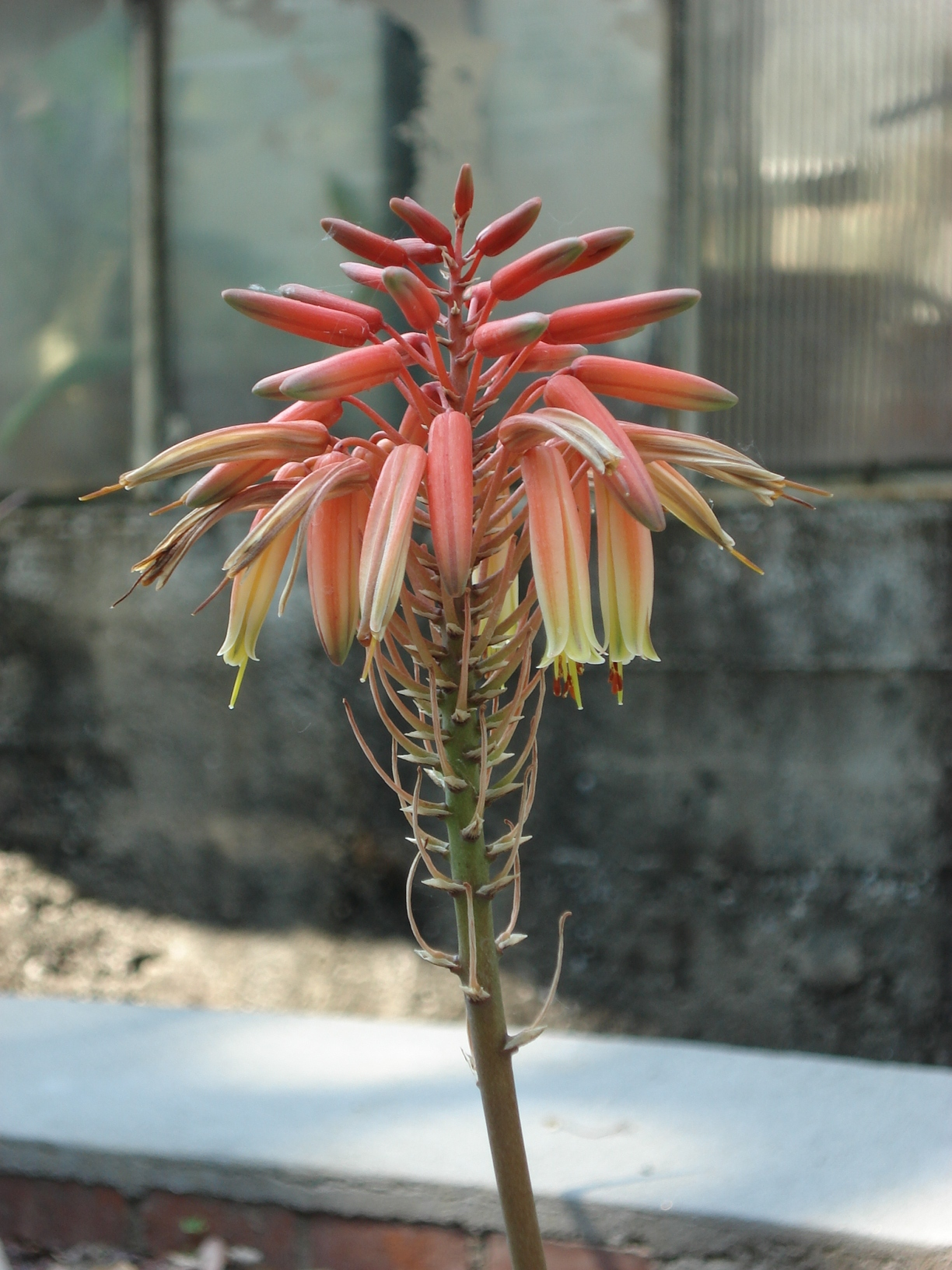
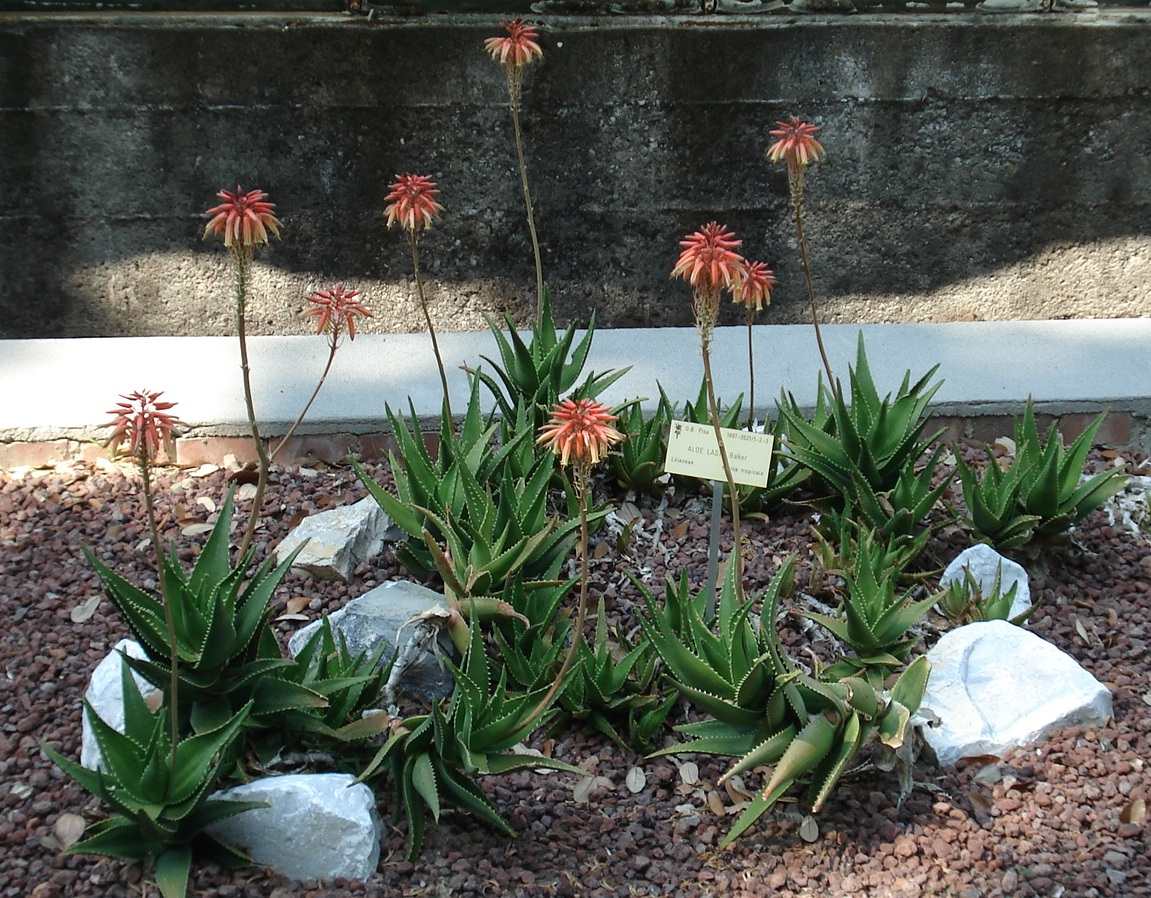
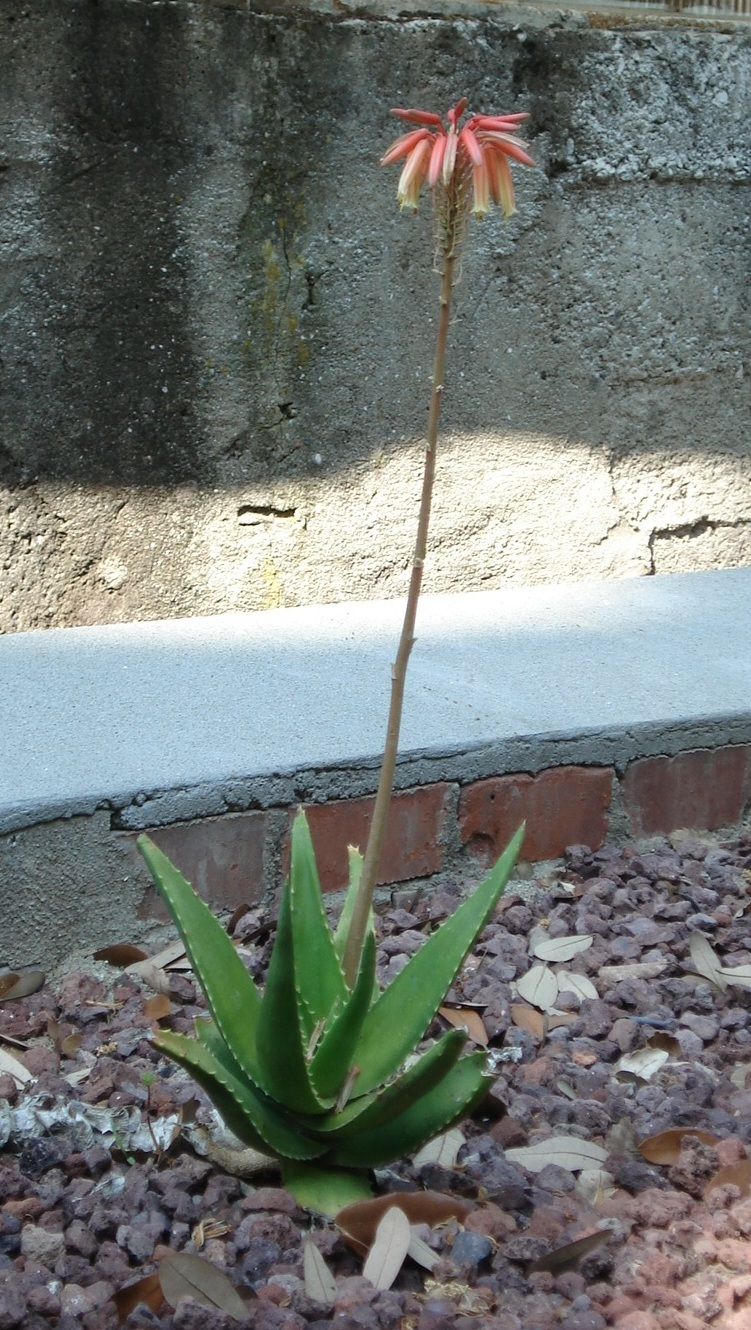